# Ton Schumacher
Antonius Nicolaas Maria (Ton) Schumacher (Heemskerk, 8 april 1965) is groepsleider moleculaire oncologie en immunologie in het Antoni van Leeuwenhoek en het Oncode Instituut, en daarnaast Nederlands hoogleraar immuuntechnologie aan de Universiteit Leiden en het Leids Universitair Medisch Centrum (LUMC). In 2020 was Schumacher een van de twee laureaten van de NWO-Stevinpremie.

## Leven en werk
Schumacher studeerde aan de Universiteit van Amsterdam waar hij in 1988 een graad in de biomedische wetenschappen behaalde. Zijn promotie-onderzoek voerde hij uit bij het Nederlands Kanker Instituut waar hij in het laboratorium van Hidde Ploegh zijn onderzoek uitvoerde. In 1992 promoveerde hij aan de Vrije Universiteit Amsterdam en het Antoni van Leeuwenhoek op een proefschrift over de interacties tussen MHC class I-moleculen en antigeen-peptiden.
Nog datzelfde jaar, in 1992, vertrok hij naar de Verenigde Staten om als postdoc te werken aan het Massachusetts Institute of Technology (MIT) en later als onderzoeker bij Peter Kim aan het Whitehead Institute in Cambridge. Vier jaar later keerde Schumacher terug in Nederland waar hij aan het Nederlands Kanker Instituut een eigen onderzoeksgroep mocht opzetten. Hier bestudeerde hij met zijn team de ontwikkeling van T-cel immunologie via een biotechnologische benadering.
In 2005 werd Schumacher benoemd tot bijzonder hoogleraar immuuntechnologie aan het UL/LUMC en in 2011 tot adjunct-directeur van het Antoni van Leeuwenhoek, een functie die hij tot 2016 zou bekleden. In 2017 sloot hij zich aan bij het Oncode-Instituut, het virtuele Nederlandse instituut voor kankeronderzoek dat samenwerking nastreeft tussen de verschillende kankerinstituten.
In 2020 was Schumacher een van de twee laureaten van de NWO-Stevinpremie, een prijs die wordt toegekend aan wetenschappers wiens onderzoek een grote impact heeft op de maatschappij. Eerder won Schumacher onder meer de KWO-prijs van de KWF Kankerbestrijding (in 2014) en in 2016 de William B. Coley Award, een jaarlijkse prijs van het Amerikaanse Cancer Research Institute (CRI).